# 東京ダービードールス
東京ダービードールスは日本最初の日本人選手だけのローラーダービーチーム（女子チーム）。2010年に東京にて折笠吉美によって作られた。